# Zasłonak rzodkiewkowaty

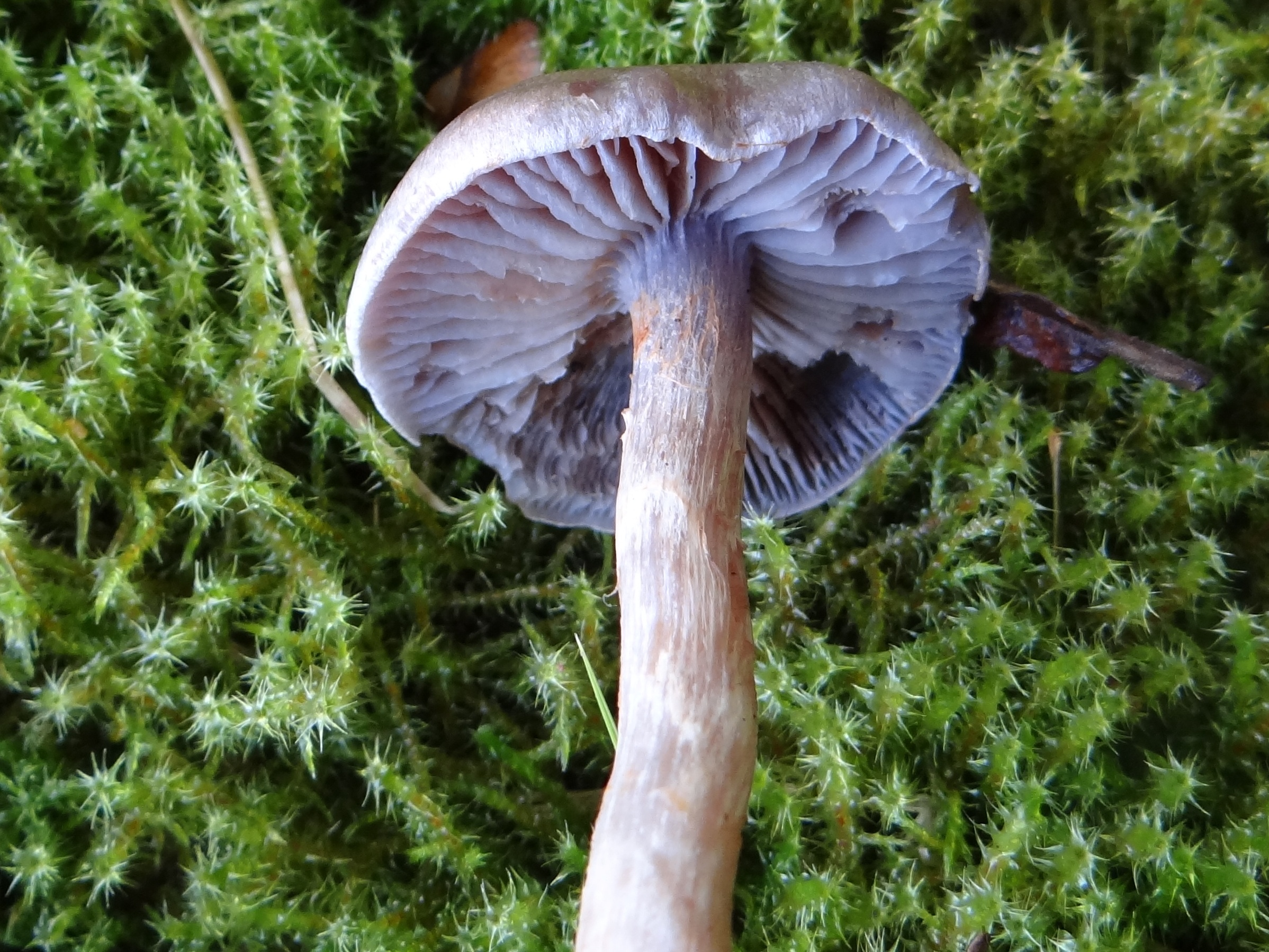

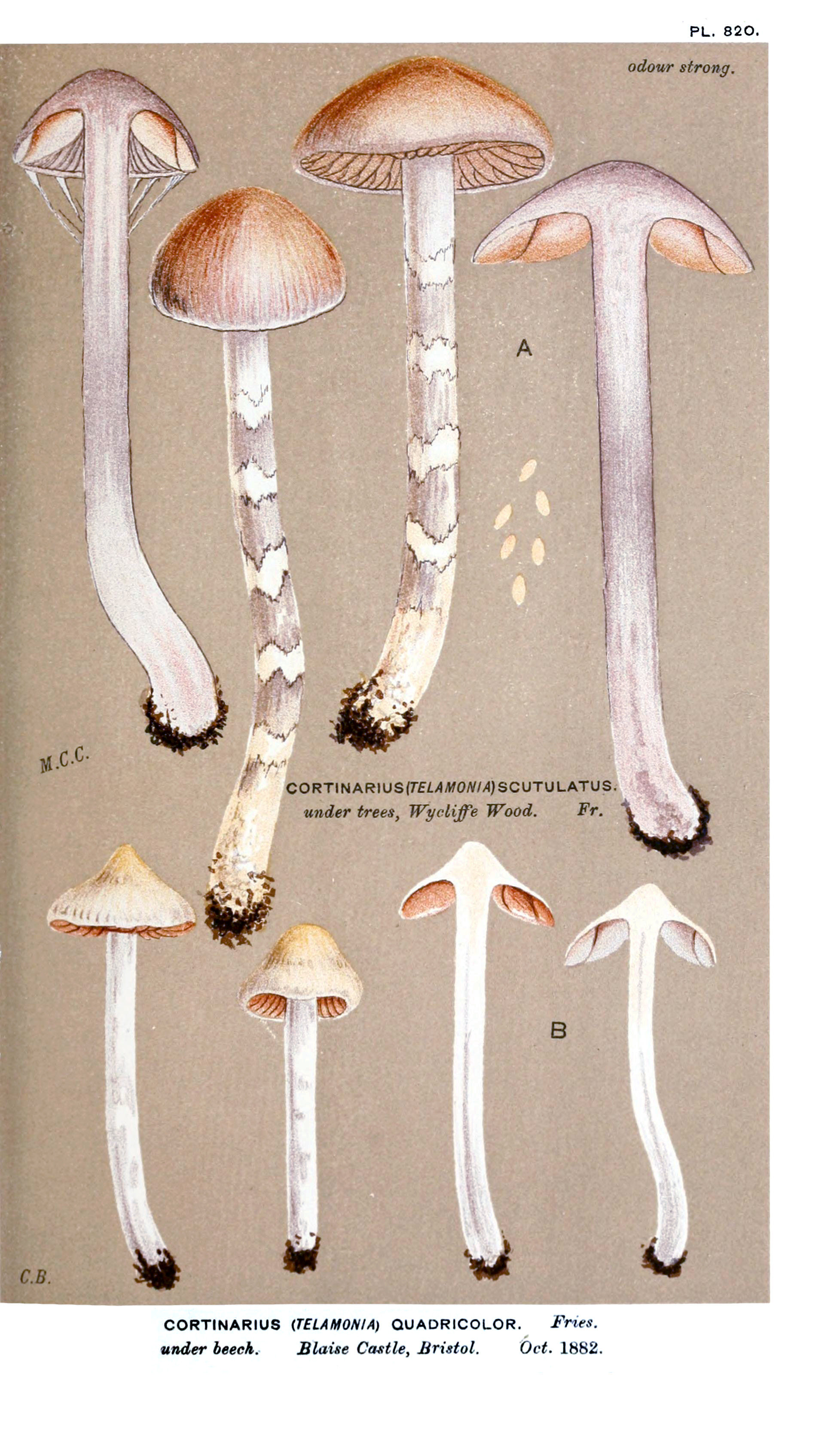

Zasłonak rzodkiewkowaty (Cortinarius ionophyllus M.M. Moser) – gatunek grzybów należący do rodziny zasłonakowatych (Cortinariaceae).

## Systematyka i nazewnictwo
Pozycja w klasyfikacji według Index Fungorum: Cortinarius, Cortinariaceae, Agaricales, Agaricomycetidae, Agaricomycetes, Agaricomycotina, Basidiomycota, Fungi.
Nazwę polską zaproponował Władysław Wojewoda w 2003 r., Andrzej Nespiak opisywał ten gatunek jako zasłonak nibyfioletowy, zasłonak czterobarwny lub zasłonak tarczowaty.

## Morfologia
Kapelusz
Średnica 3–8 cm, początkowo półkulisty, potem płaskowypukły, często z dużym garbem. Powierzchnia matowa, włókienkowata lub drobnołuseczkowata z ciemniejszymi, higrofanicznymi smugami. Barwa szarobrązowa do purpurowobrązowej, u starszych owocników brunatna. Resztki zasnówki o barwie żółtobrązowej.
Blaszki
Szeroko przyrośnięte, dość rzadkie, u młodych owocników ciemnofioletowe do purpurowofioletowych, u starszych brązowe.
Trzon
Wysokość 6–13 cm, grubość 5–11 mm, cylindryczny, sztywny, czasami skręcony. Powierzchnia brązowawa z fioletowym odcieniem i resztkami brązowej zasnówki, czasami tworzącej pierścień lub niekompletne strefy pierścieniowe.
Miąższ grzyba
Początkowo wyraźnie purpurowy, potem bardziej brązowy, zwłaszcza w podstawie trzonu. Zapach niewyraźny, smak przyjemny lub lekko gorzkawy.
Wysyp zarodników
Rdzawobrązowy.
Cechy mikroskopowe
Zarodniki eliptyczne, 10–11,5 × 6,5–7 μm, umiarkowanie brodawkowane, silniej na wierzchołkach.
Gatunki podobne
Zasłonak rzodkiewkowaty charakteryzuje się włókienkowatym, bladobrązowym kapeluszem, fioletowymi blaszkami u młodych owocników i żółtobrunatną zasnówką, często na trzonie tworzącą strefy pierścieniowe. Podobny zasłonak borowikowy (Cortinarius lucorum) rośnie pod drzewami iglastymi, zasłonak pachnący (Cortinarius torvus) ma silnie owocowy (gruszkowy) zapach i rośnie pod bukami.

## Występowanie i siedlisko
Najliczniejsze stanowiska tego gatunku podano w Europie Północnej, ponadto pojedyncze stanowiska podano w Kolumbii i Kanadzie. W piśmiennictwie naukowym na terenie Polski do 2003 r. podano 2 stanowiska. Jest rzadki. Znajduje się na Czerwonej liście roślin i grzybów Polski. Ma status V – gatunek narażony na wymarcie.
Grzyb mykoryzowy. Rośnie na ziemi w lasach liściastych, zwłaszcza pod grabami i dębami. Grzyb niejadalny.